# Murais de Kiev
Os murais de Kiev são uma série de murais pintados nas laterais de edifícios em Kiev, na Ucrânia, desde 2014, que retratam arte moderna e tradicional. Mais de 160 murais estão espalhados por toda a cidade numa área de aproximadamente 285 quilómetros quadrados.  Esses murais não são financiados pelo governo, mas sim por patrocinadores independentes ou grupos de arte.

## Obras seleccionadas

### A reconstrução
"A reconstrução" é um mural do artista de rua australiano Fintan Magee, pintado em 2015. O mural retrata uma mulher solitária com um monte de galhos nos braços, com água até o tornozelo, aparentemente após uma enchente. O tema das inundações é recorrente em muitas das obras de Magee, e a obra de arte parece representar os primeiros passos da reconstrução e reconstrução após o desastre.

### Serhiy Nihoyan
" Serhiy Nihoyan " é um mural homónimo da primeira pessoa a ser morta nos tumultos da Rua Hrushevskoho em 2014, um activista arménio-ucraniano que foi baleado pela Berkut enquanto protestava. O retrato foi criado por Alexandre Fartu e encontra-se no Jardim dos Cem Celestiais, um terreno antes vazio que foi transformado num espaço comunitário.

### Renascimento
"Renascimento" é um trabalho conjunto da dupla francesa Seth x Kislow, considerado um dos murais mais conhecidos de Kiev. Criado em abril de 2014, o mural retrata temas de orgulho ucraniano e esperança para o futuro.

### São Jorge Ucraniano
"São Jorge Ucraniano " do artista AEC é um mural alegórico, que faz referência à história de São Jorge e o Dragão . A peça carrega uma mensagem política moderna, com o dragão de duas cabeças representando a Rússia no Oriente e a OTAN no Ocidente dividindo a Ucrânia.

### O Mensageiro da Vida
"O Mensageiro da Vida" é um mural de Alexandr Britcev que retrata um corvo branco rodeado por corvos negros. O mural pode ser encontrado escondido num pátio, e faz referência a três corvos que teriam sido mantidos numa gaiola naquele pátio por vinte anos.

### Trabalho sem título de Xav
Javier Robledo, conhecido profissionalmente como Xav, criou um mural sem título em 2017 de um menino sorridente com o apoio da Art United Us . O mural gerou polémica na comunidade local, pois retratou uma criança negra, e a reacção racista ao mural desenvolveu-se quando ele começou a tomar forma. No entanto, como Robledo não estava em dívida financeira com o governo ou comunidade local, o mural foi concluído, embora com duas semanas de atraso.